# Вардахпюр
Вардахпюр (на арменски: Վարդաղբյուր) е село и община в Армения, област Ширак. Според Националната статистическа служба на Армения през 2012 г. общината има 103 жители.

## Демография
Броят на населението в годините 1873–2004 е както следва: